# حسين ناظم باشا

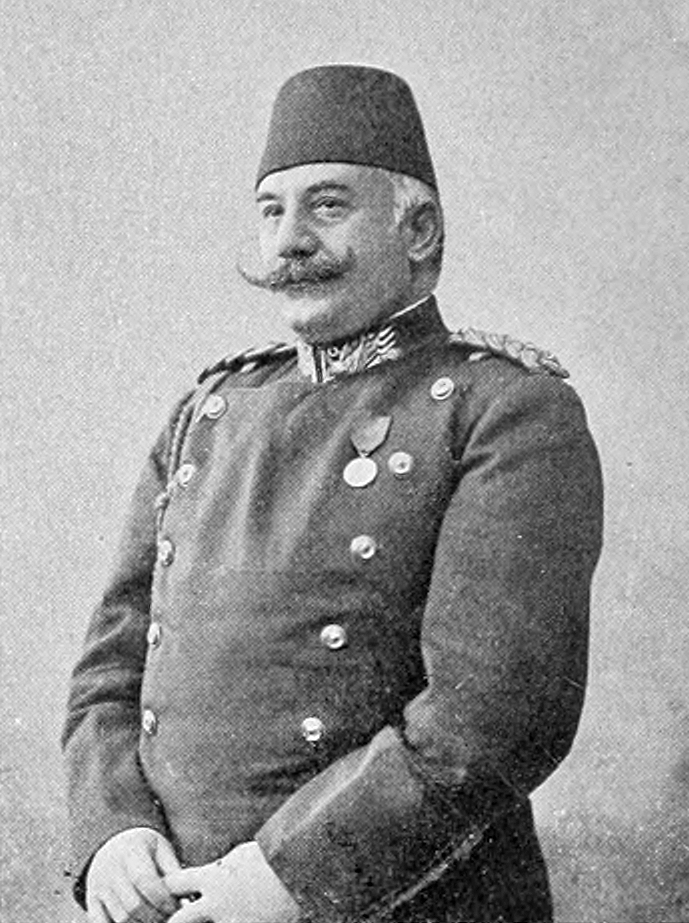
ناظم باشا في الزي العسكري.

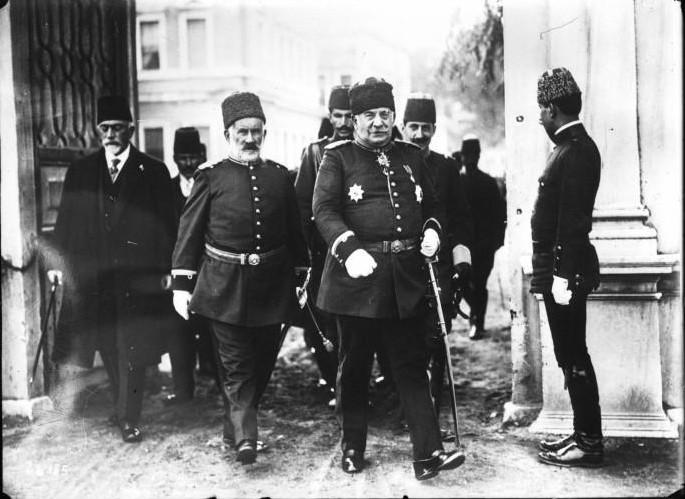
ناظم باشا في منصب رئيس الأركان خلال حرب البلقان الأولى.

حسين ناظم باشا (بالتركية: Hüseyin Nâzım Paşa) (و.1848 - 23 يناير 1913) رئيس هيئة أركان الجيوش العثمانية خلال حرب البلقان الأولى، ووالي بغداد في الفترة 1910-1911، مع قيادته الجيش السادس العثماني.
كان مؤيداً قوياً للعقيدة الهجومية الفرنسية التي طوَرها أستاذه في مدرسة سان سير العسكرية فرديناند فوش الذي أصبح فيما بعد القائد الأعلى لقوات الحلفاء على الجبهة الغربية (الحرب العالمية الأولى). بعد تعيينه في منصب رئيس الأركان مباشرة قام بإجراء تغييراتٍ فوريةً على العقيدة العسكرية العثمانية التي وضعها الضابط الألماني كولمار فرايهر فون دير غولتز (غولتز باشا) وكان مسؤولاً عن إعادة تنظيم وتدريب الجيش العثماني. اقتضت عقيدة غولتز باشا أنه في حالة نشوب الحرب مع دول البلقان ستتخذ القوات العثمانية موقفاً دفاعياً سواءً على الجبهة الغربية (فاردار) أو الشرقية (تراقيا).
تخلى ناظم باشا عن نظرية غولتز باشا الدفاعية (وربما الواقعية) على الرغم من أن الجيش العثماني كان يعاني من مشاكلَ في حشد قواته (أقل من نصف المتوقع وهو 600,000 جندي)، ووضع خطة هجومية جرئية بما في ذلك عمليات هجومية على الجبهتين، ولأن الجيش الصربي بعد هزيمته في الحرب الصربية البلغارية يُعتبر الخصم الأضعف حتى من قبل المراقبين الغربيين، فقد اعتزم ناظم باشا مهاجمته أولاً وجعله غير قادر عملياً، ثم يهاجم بلغاريا بعدها -التي كانت تعد الرابطة الأقوى في الحالف البلقاني- من اتجاهين؛ مقدونيا وتراقيا. أدى تقليله من قوة الصرب لفشل كامل لخطته والكارثة التي تلت ذلك.

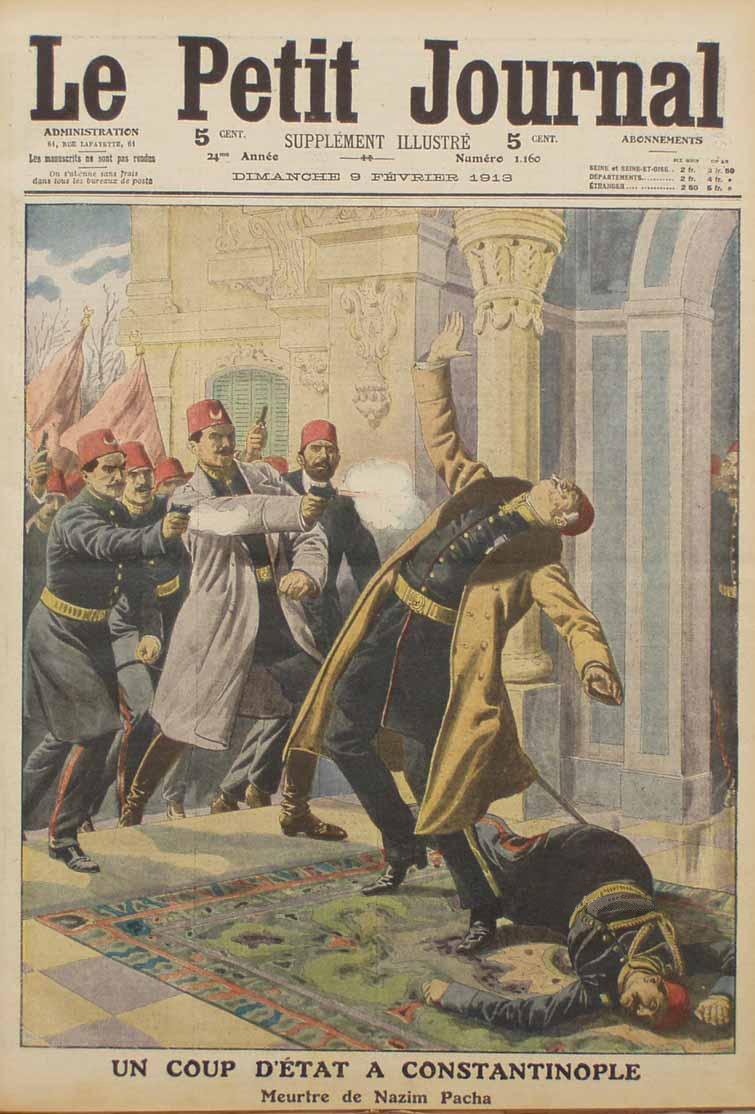
الصفحة الأولى من لو بوتي جورنال فبراير 1913 تصور اغتيال ناظم باشا خلال لانقلاب العسكري العثماني 1913.

اغتيل ناظم باشا من قبل جمعية الاتحاد والترقي في 23 يناير 1913 خلال الانقلاب العسكري العثماني عام 1913. وانتقاما له قام أحد أقاربه باغتيال الصدر الأعظم المدعوم من الجمعية، محمود شوكت باشا في 11 يونيو 1913.

## انظر
- سارة خاتون إسكندريان